# Cyparisse
Pour la ville de Messenie, voir Kyparissia.
Cyparisse, Cyparissos ou Cyparittos (grec ancien Κυπάρισσος / Kupárissos ou Κυπάριττος / Kupárittos, latin Cyparissus « le cyprès ») est un jeune né sur l'île de Chios, ou de  Kéa. Il est fils de Télèphe, ainsi descendant d'Héraclès.
Dans la mythologie grecque, c'est un jeune homme aimé d'Apollon. Cependant, des versions alternatives de l'histoire rapportent qu'il était également convoité et admiré par d'autres divinités.
À sa mort, il fut transformé en cyprès. Le mythe de Cyparisse remonte à l'époque hellénistique et apparaît également dans la littérature latine, dans les représentations pictographiques, il apparaît dans diverses fresques de la ville romaine de Pompéi. Aucun culte héroïque grec n'a été retrouvé pour Cyparisse.

## Mythe

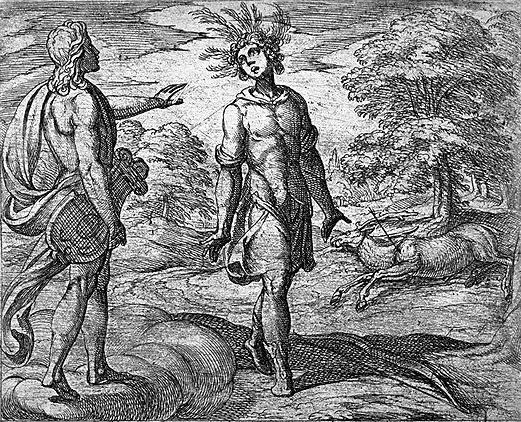
Cyparisse transformé en cyprès par Apollon après avoir tué le cerf par Antonio Tempesta en 1606 pour Les Métamorphoses d'Ovide aux édition d'Anvers.

Cyparisse aurait aussi été aimé du dieu Zéphyr et, selon la tradition latine, de Silvanus, l'esprit gardien des forêts, bien que seul le dieu Apollon aurait atteint l'amour du garçon. Apollon a donné à Cyparisse l'un de ses cerfs sacré, consacré aux nymphes du pays de Carthée, sur l'île de Céos, qui devint désormais le fidèle compagnon du garçon. Cyparisse a orné les bois d'or de l'animal avec des guirlandes de pierres précieuses, qui pendaient également à son cou. À une occasion, Apollon a également donné à Cyparisse un javelot pour la chasse, mais le jeune homme, en essayant de chasser un autre cerf, a tué le sien par erreur.
La douleur du garçon pour la perte de son animal était si intense qu'il a demandé au dieu Apollon de lui permettre de le pleurer pour toujours et que ses larmes coulent éternellement. Le dieu accepta sa demande et le transforma en cyprès, l'arbre de la tristesse, de la douleur et du deuil des proches, consacré depuis au défunt.
Cette métamorphose est aussi une manière d'atteindre l'éternité sans avoir à passer par les Enfers et une survie toujours renaissante.

## Interprétations du mythe

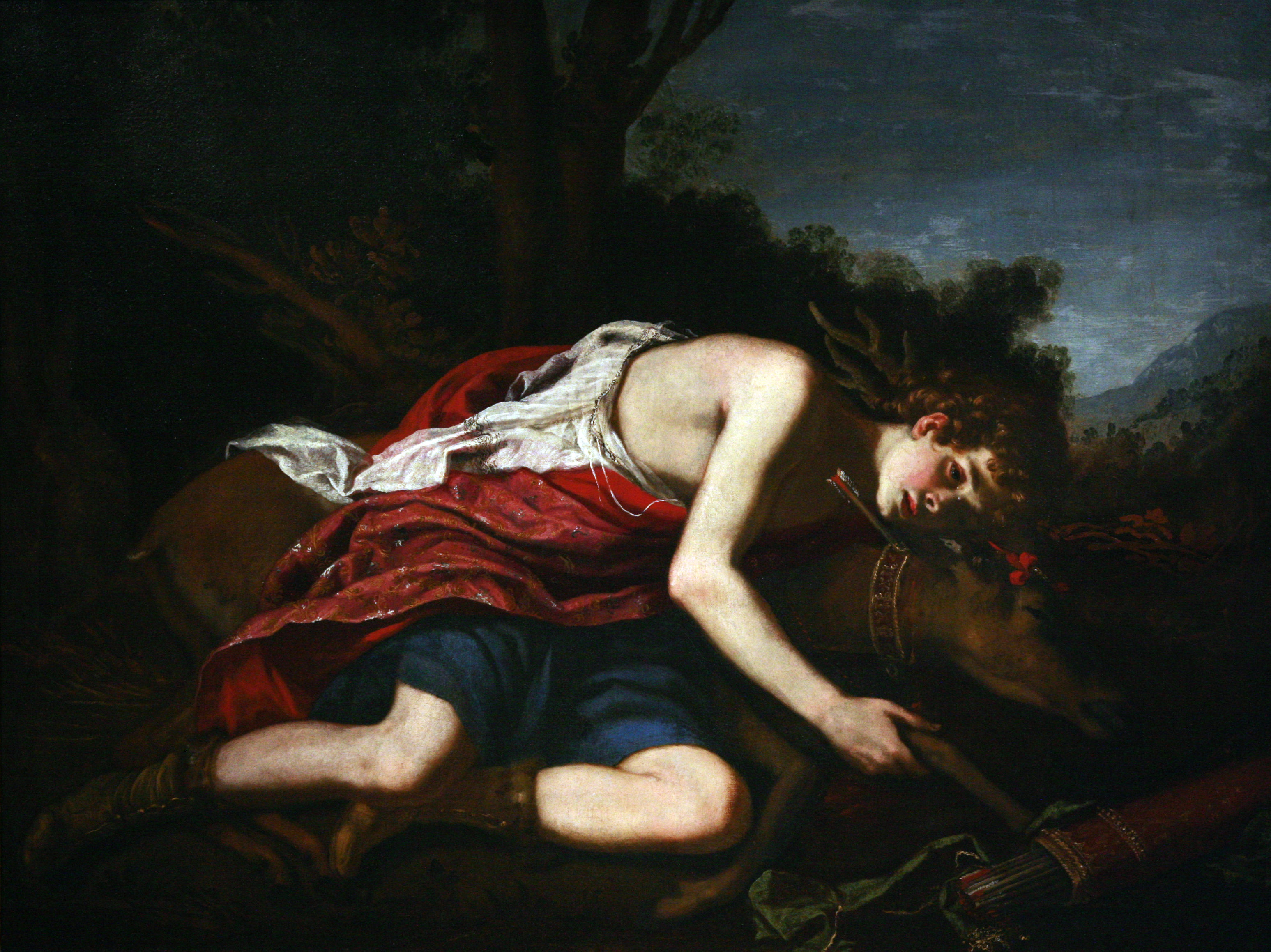
Cyparisse de Jacopo Vignali (Vers 1625). Le garçon pleure son animal domestique bien-aimé.

### Mythe initiatique
Le mythe de Cyparisse, comme celui de Hyacinthe, a souvent été interprété comme reflétant la coutume sociale de la pédérastie dans la Grèce antique, avec le garçon bien-aimé (éromène) d'Apollon. Le mythe pédérastique représente le processus d'initiation dans la vie masculine adulte, avec une « mort » et une transfiguration pour l'« éromène ». « Dans tous ces contes », note Karl Kerenyi, « les beaux garçons sont des doubles d'Apollon lui-même. » comme un alter-ego.
Le cerf en cadeau d'Apollon reflète la coutume dans la société grecque archaïque du mâle plus âgé (éraste) de donner un animal à l'être aimé, acte auquel on fait souvent allusion dans la peinture de vase. Dans le cadre initiatique, la chasse est une préparation encadrée aux arts virils de la guerre et un terrain d'expérimentation du comportement, le cerf incarnant le don de proie du chasseur.

### Version d'Ovide
La docilité et la douceur du cerf peuvent être l'invention du poète latin de l'époque augustéenne Publius Ovidius Naso, et une inversion littéraire tardive du rôle traditionnel du garçon. Le Cyparisse d'Ovide est si profondément peiné d'avoir tué accidentellement son animal de compagnie qu'il demande à son amant Apollon de laisser couler ses larmes pour toujours. Le dieu accepte de transformer ainsi le garçon en cyprès (en latin : Cupressus), dont la résine végétale sur la tige a la forme de gouttelettes très semblables à des larmes.
Ovide encadre l'histoire dans l'histoire du musicien Orphée ; ceci, après l'entreprise infructueuse de récupérer sa femme Eurydice de la mort, il est amené à abandonner son amour pour les femmes pour privilégier l'amour des beaux garçons à la place. Quand Orphée joue de sa cithare, même les arbres sont profondément émus par la sublime beauté de cette musique ; dans la fameuse chevauchée des arbres qui suit, la position du cyprès impose finalement un passage à l'histoire de la transformation physique de Cyparisse .

### Commentaires de Servius
Une autre tradition romaine fait de lui l'amant du dieu des bois Silvanus. Une invocation par Virgile de "Silvanus qui porte le cyprès élancé déraciné" a été expliqué dans le commentaire de Servius comme faisant allusion à une histoire d'amour. Dans son bref récit, Servius diffère d'Ovide principalement en substituant Silvanus à Apollon, mais change également le sexe du cerf et rend le dieu responsable de sa mort.

Silvanus aimait un garçon (puer) nommé Cyparisse qui avait une biche de compagnie. Quand Silvanus l'a tuée non intentionnellement, le garçon a été consumé par la tristesse. Le dieu amoureux l'a alors transformé en un arbre qui tient son nom, qu'on dit qu'il porte en guise de consolation.

On ne sait pas si Servius est en train d'inventer un mythe de fondation, ou une histoire pour expliquer pourquoi Silvanus a été représenté tenant une branche à feuilles persistantes, voire une nouvelle version. Ailleurs, Servius mentionne une version dans laquelle l'amant de Cyparisse était Zéphyr, le Vent d'Ouest. Le cyprès, note-t-il, était associé au monde souterrain, soit parce qu'il ne repousse pas lorsqu'il est taillé trop sévèrement, ou parce qu'en Attique les foyers en deuil sont ornés de cyprès.

### Cyparisse en Phocide
Selon une autre tradition, Cyparisse, n'a pas la même figure, il peut être le fils de Minyas, et le fondateur mythique de Kyparissos en Phocide, qui s'appela plus tard Antíkyra.

## En botanique
Le mot cyprès est utilisé pour décrire un genre de Cupressaceae ; ce genre a été décrit pour la première fois au XVIIIe siècle par le naturaliste suédois Carl von Linné. Dans les temps modernes, il y a un débat biologique pour savoir quelles espèces devraient être conservées dans le genre Cupressus.

## Galerie
Plusieurs représentations artistiques de Cyparisse ont été effectuées depuis l'antiquité

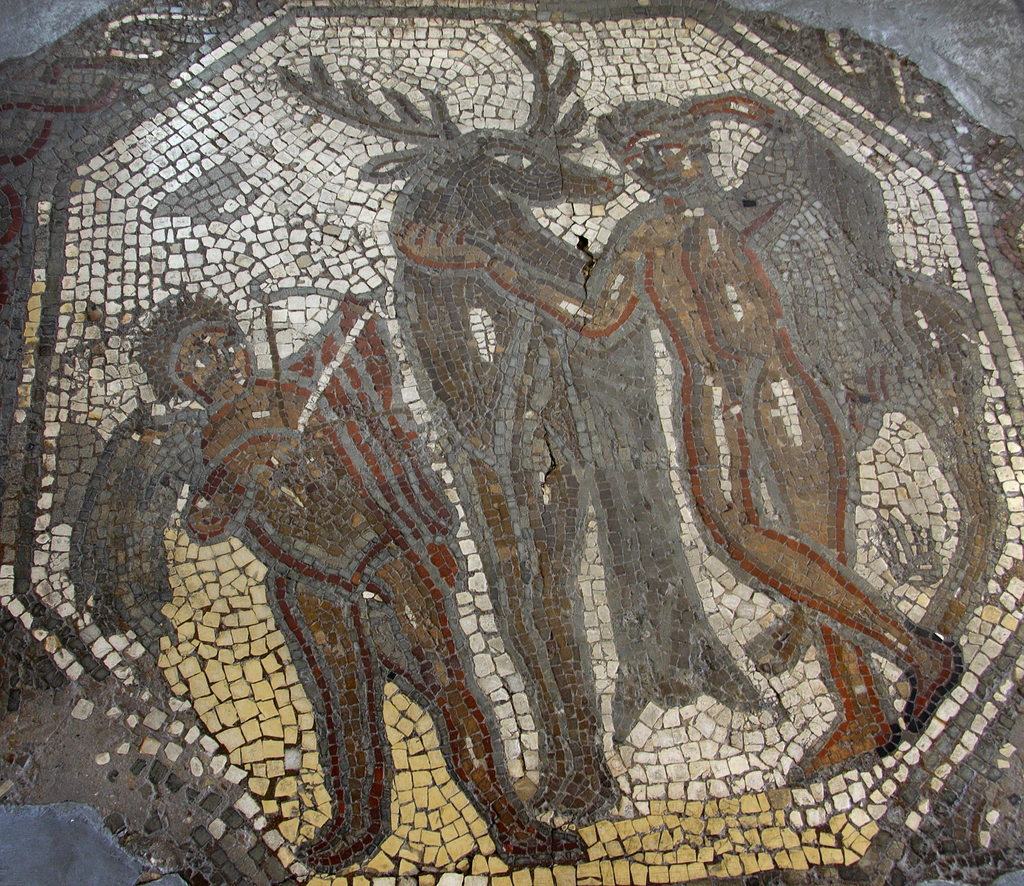
Mosaïque trouvée à Ratae Corieltauvorum représentant Cupidon, le cerf domestiqué ainsi que Cyparisse.
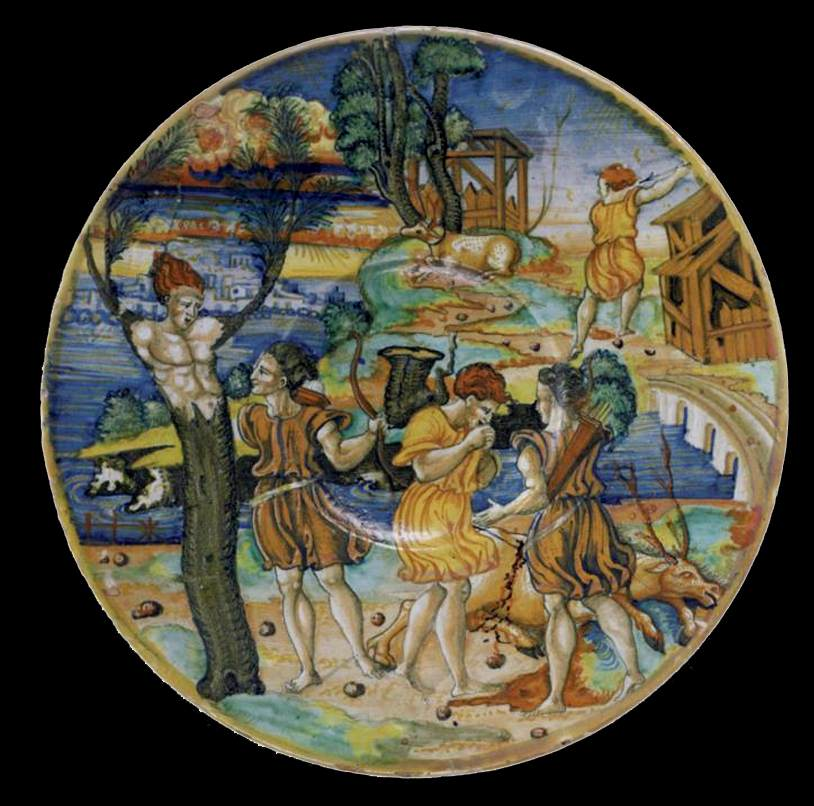
Trois scènes du mythe de Cyparisse sur un émaux à lustre métallique du XVIe siècle par Giorgio Andreoli ; le dieu qui embrasse le jeune qui se transforme tient une branche dans sa main.
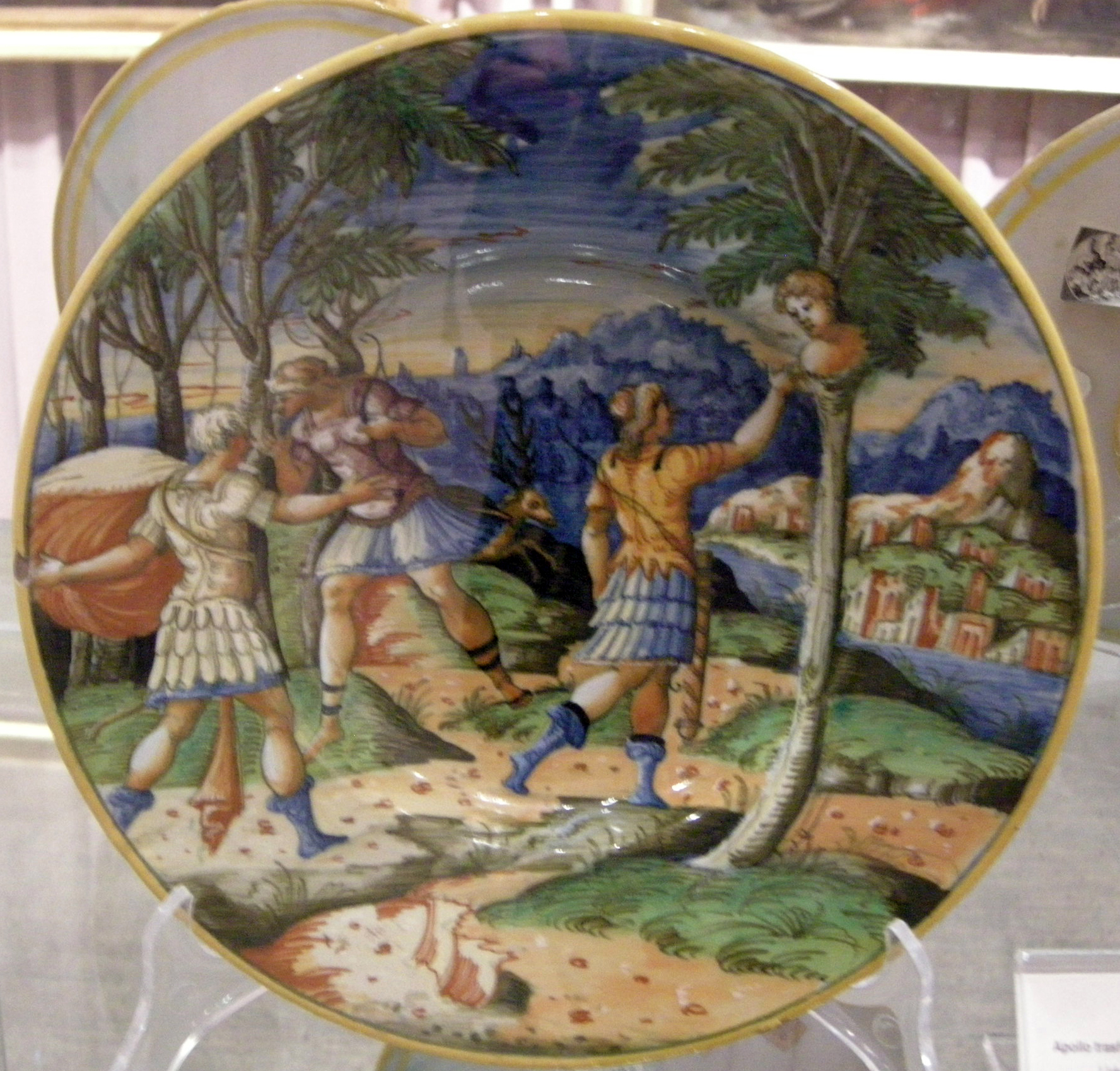
Majolique où Apollon transforme Cyparisse en arbre (XVIe siècle).
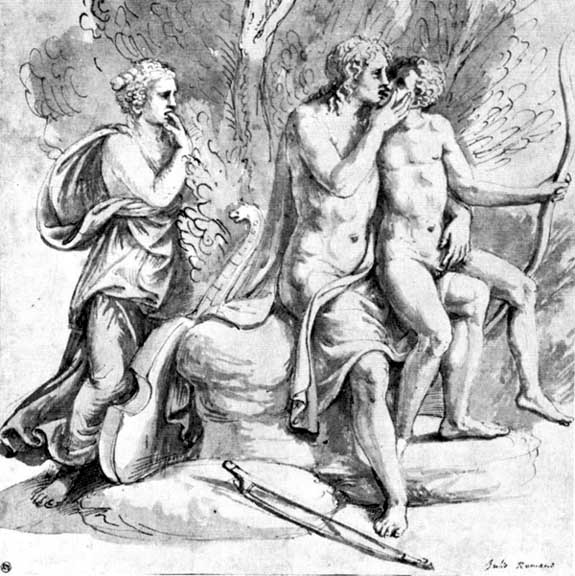
Apollon et Cyparisse Jules Romain (1596), Musée national, Stockholm.
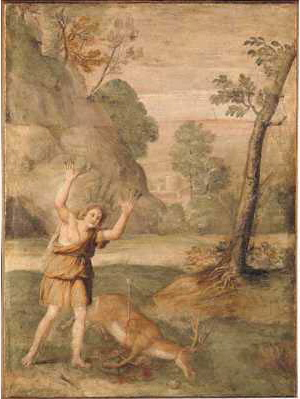
La métamorphose de Cyparisse, Le Dominiquin (1616).
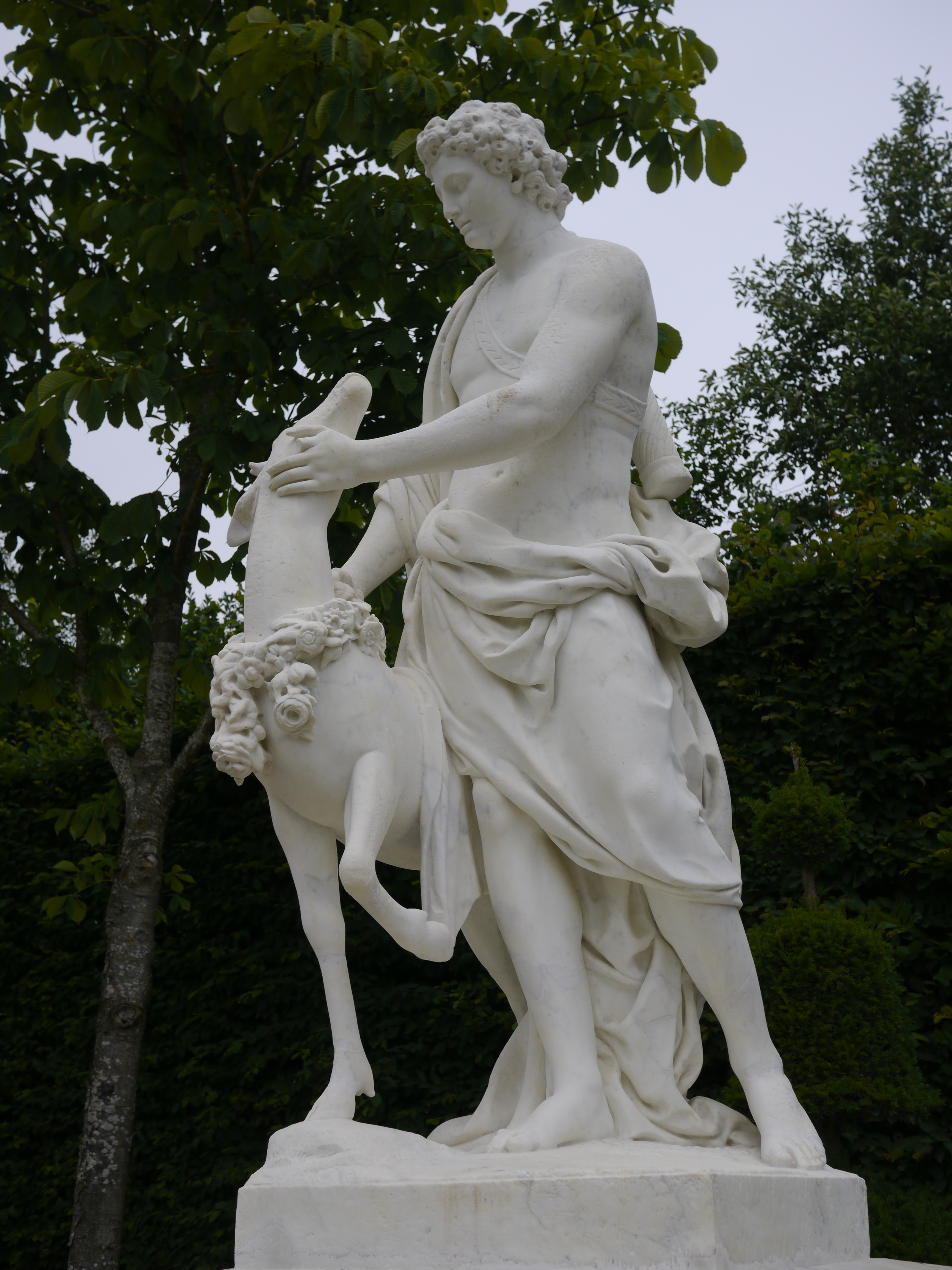
Cyparisse caressant le cerf, par Anselme Flamen en 1687, Allée royale, jardin du château de Versailles en France.
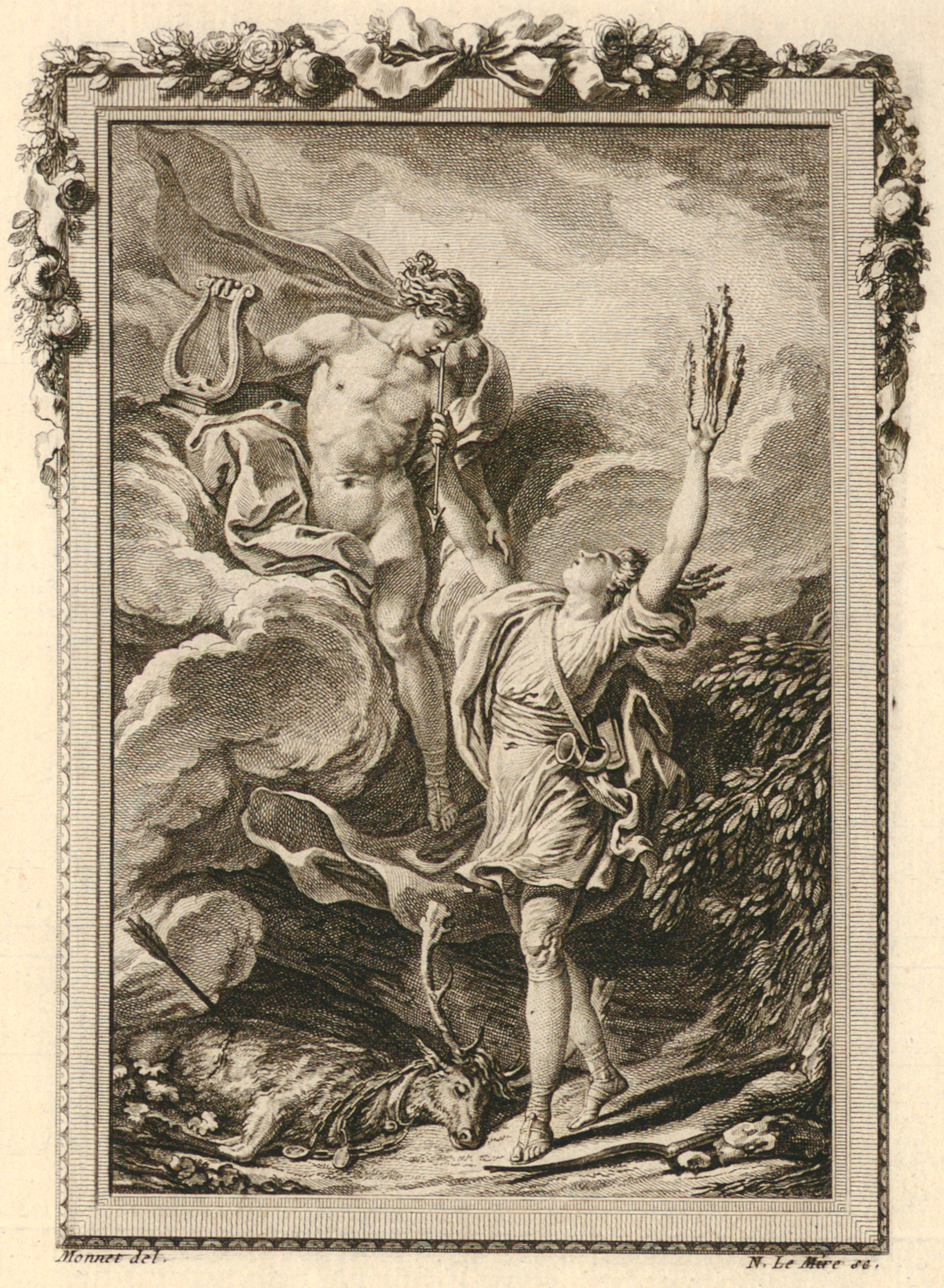
Gravure pour les Métamorphoses d'Ovide, Cyparisse voulant se donner la mort est métamorphisé en cyprès par Apollon par Noël Le Mire et Charles Monnet (XVIIIe siècle).
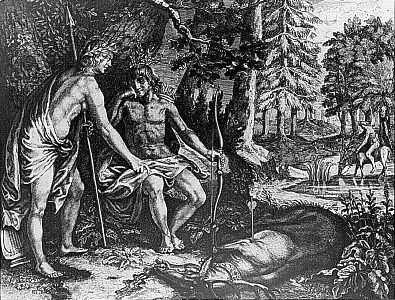
Apollon et Cyparisse, par P. et J. Blaeu, pour Les Métamorphoses d'Ovide (1702).
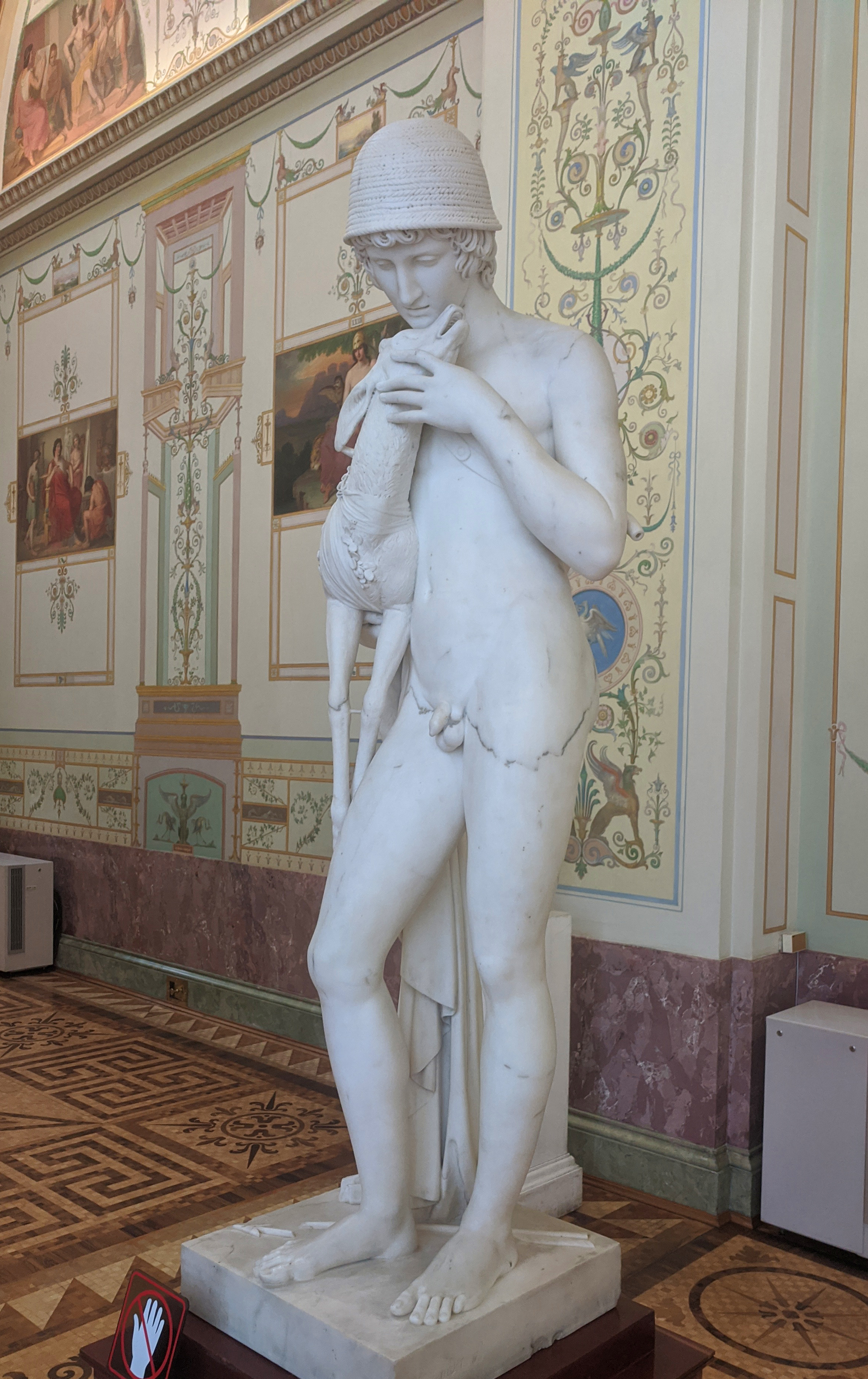
Cyparisse pleurant son faon par Antoine Denis Chaudet (1798). Saint-Pétersbourg, musée de l'Ermitage.
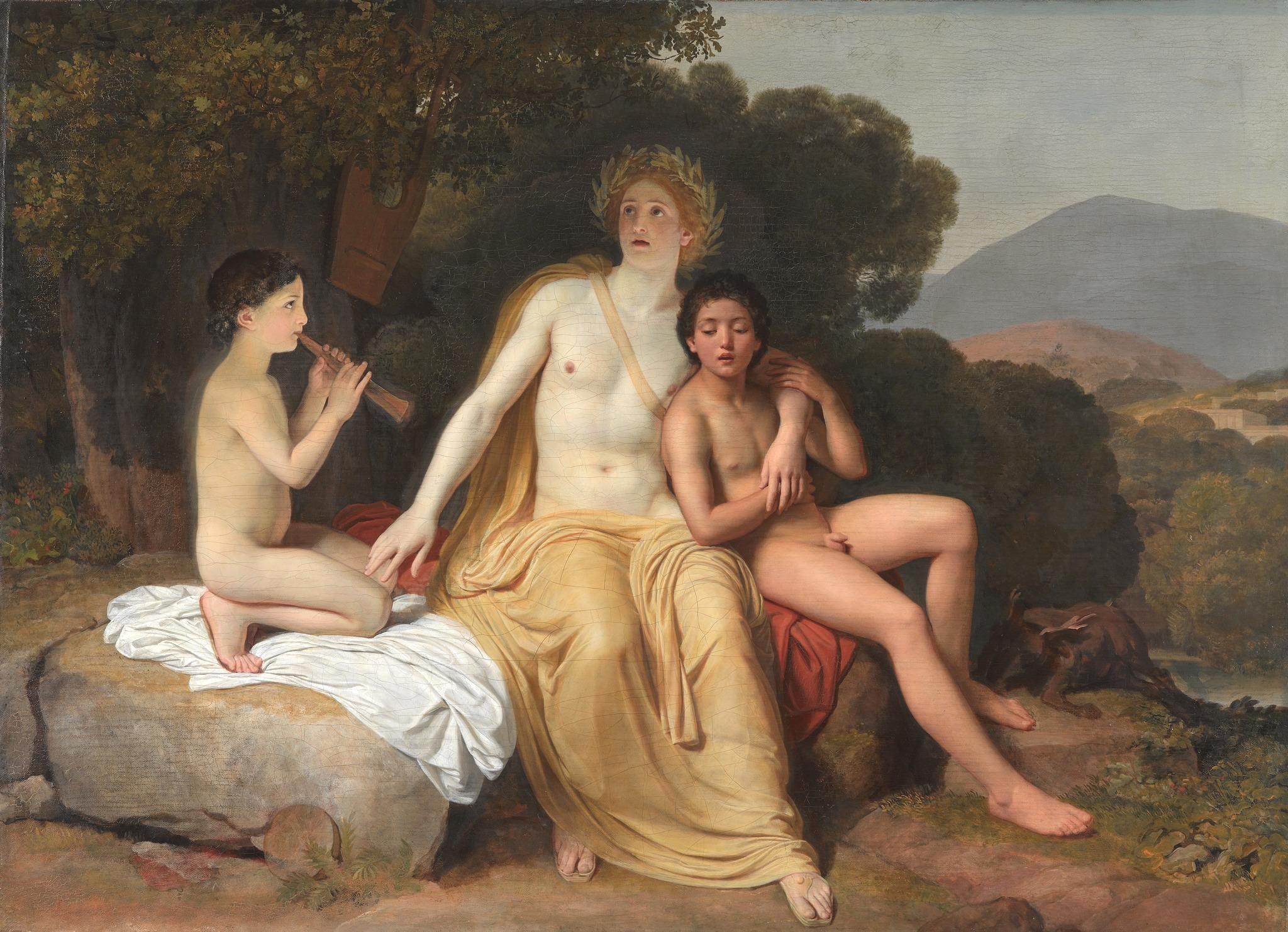
Apollon, Hyacinthe et Cyparisse faisant de la musique et chantant  par Alexandre Ivanov (XIXe siècle).
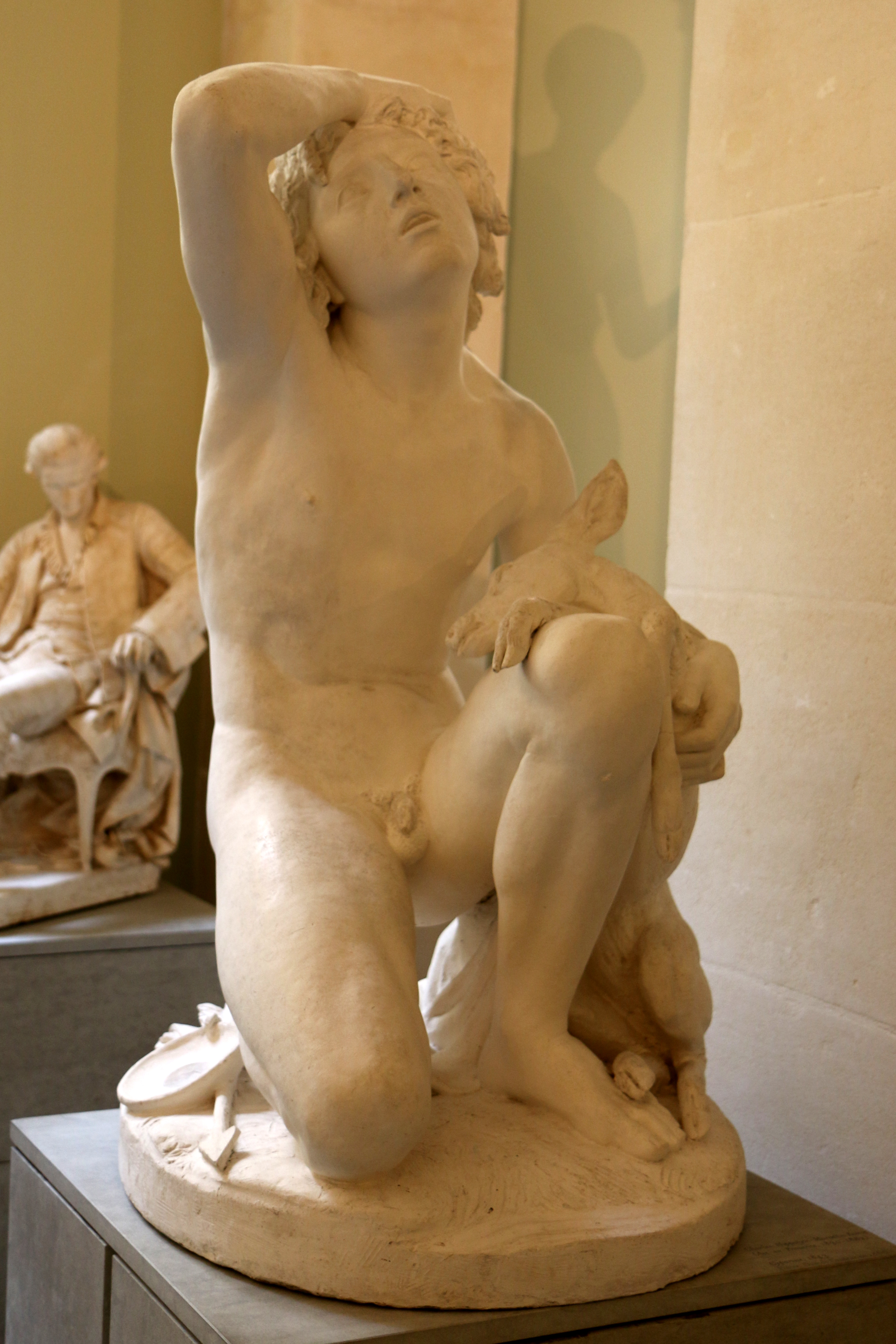
Cyparisse par Hyppolyte Ferrat (1843).

### Sources
- Nonnos de Panopolis, Dionysiaques [détail des éditions] [lire en ligne] (XI, 362).
- Ovide, Métamorphoses [détail des éditions] [lire en ligne] (X, 106).